# Tahonga
Tahonga Bar var en bar i Malmö, mellan åren 1980 och 2005, som låg på andra våningen i hotell S:t Jörgen i hörnet Södergatan och St. Nygatan. 
Tahonga Bar hade öppet sent, på 2000-talet fram till klockan fyra på morgonen, och hade pianist som spelade live.
När baren skulle läggas ned skapades den temporära nätbaserade protestlistan "Bevara Tahonga" som menade att Tahonga Bar var en institution i Malmös nattliv. Vidare beskrev dess popularitet vara "tack vare den oslagbara kombinationen piano, sena öppettider och en diger drinklista trängs människor från olika åldersgrupper, samhällsklasser och nationaliteter från 22-04 tisdag till lördag."